# Promessinha (canção)
"Promessinha" é uma canção do gênero sertanejo gravada pela cantora e compositora brasileira Paula Fernandes.

## Sobre a canção
Em 2021, Bruno Martini, Fernandes e Elias Inácio compuseram juntos a canção "Promessinha", música nova de Paula Fernandes para ser lançada no mesmo ano, a canção chegou ao Top 100 das canções mais executadas nas rádios segundo o Billboard Hot 100 Brasil, alcançando a posição 30.

## Faixas
- Download digital

1. "Promessinha" - 3:10